# Таирове
Таирове (на украински: Таїрове) е селище от градски тип в Южна Украйна, Одески район на Одеска област. Населението му е около 1929 души.